# Rita Orji
Rita Orji là một nhà khoa học máy tính người Nigeria và nhà nghiên cứu tương tác giữa người và máy tính. Cô là trợ lý giáo sư khoa học máy tính tại Đại học Dalhousie ở Canada. Cô ấy làm việc trên tương tác máy tính của con người và cách các can thiệp công nghệ có thể ảnh hưởng đến sức khỏe và phúc lợi. Cô có giải thưởng từ các tổ chức Nigeria và Canada. Cô đã giải quyết một hội đồng của Liên Hợp Quốc về tình trạng của phụ nữ và tại Quốc hội Canada.

## Giáo dục và cuộc sống ban đầu
Orji lớn lên ở bang Enugu, Nigeria, nơi mà cô không có quyền truy cập vào máy tính. Năm 13 tuổi, cô vào đội tuyển Nigeria tham dự Olympic Toán học quốc tế. Orji học ngành khoa học máy tính tại Đại học Nnamdi Azikiwe, tốt nghiệp đứng đầu lớp. Năm 2002, cô ra mắt Giáo dục cho phụ nữ và ít đặc quyền hơn ở Nigeria, một tổ chức phi lợi nhuận chuyên cung cấp tư vấn và học bổng cho phụ nữ trong giáo dục. Cô tham gia chương trình thạc sĩ tại Đại học Kỹ thuật Trung Đông, nơi cô là sinh viên da đen duy nhất. Cô đã hoàn thành chương trình thạc sĩ năm 2009 và chuyển đến Canada với tư cách là một sinh viên tốt nghiệp.

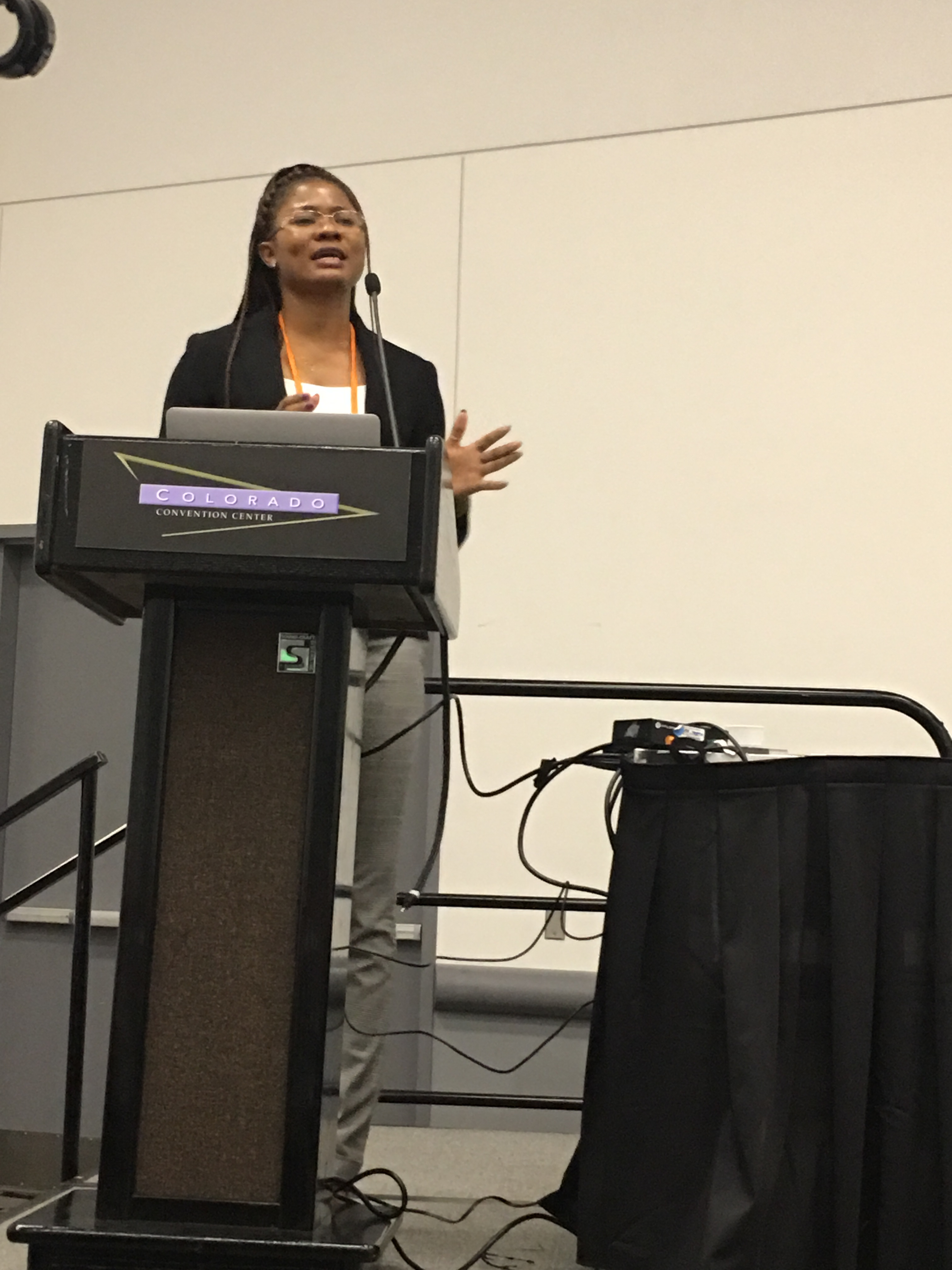
Tiến sĩ Rita Orji năm 2017 tại Colorado

Năm 2012, cô trình bày tại Quốc hội Canada, nơi cô nói về tăng cường sức khỏe và phòng chống dịch bệnh. Cô đã được trao học bổng Vanier từ Hội đồng nghiên cứu khoa học tự nhiên và kỹ thuật. Orji kiếm được bằng tiến sĩ. tại Đại học Saskatchewan năm 2014. Cô là người phụ nữ đầu tiên từ thị trấn 50.000 người của mình có bằng tiến sĩ. Cô gia nhập Đại học McGill với tư cách là một nghiên cứu sinh sau tiến sĩ, nơi cô làm việc về các can thiệp công nghệ có thể ảnh hưởng đến sự thay đổi hành vi.

## Nghề nghiệp
Orji gia nhập Viện trò chơi tại Đại học Waterloo. Cô quan tâm đến việc chơi game và cách thiết kế các công nghệ có thể tăng cường sức khỏe và sức khỏe. Orji gia nhập Khoa Khoa học Máy tính tại Đại học Dalhousie với tư cách là thành viên Bilt vào tháng 7 năm 2017. Cô thiết kế các hệ thống tương tác và công nghệ thuyết phục, đặc biệt là mang lại lợi ích cho dân số phục vụ thấp. Cô đã nghiên cứu cách văn hóa và tuổi tác ảnh hưởng đến hiệu quả của các công nghệ thuyết phục. Cô đã phân tích sự khen thưởng, cạnh tranh, so sánh xã hội và học tập xã hội khác nhau giữa nam và nữ trong văn hóa tập thể và cá nhân, nhận thấy rằng trong các nền văn hóa tập thể, nam giới dễ bị khen thưởng và cạnh tranh hơn.

### Vận động và tham gia
Orji đam mê trao quyền cho thanh thiếu niên và tiếp cận giáo dục của phụ nữ. Cô được vinh danh bởi hEr VOLNING là một trong 150 nhà khoa học nữ hàng đầu ở Canada. Cô tham dự Ủy ban về tình trạng phụ nữ của Liên hợp quốc tại thành phố New York. Bà đã phát biểu tại Hội đồng Liên hiệp quốc về Tình trạng Phụ nữ (CSW62) năm 2018: Điều đó tùy thuộc vào tôi.

## Giải thưởng và danh dự
- Giải thưởng xuất sắc về nghiên cứu khoa học năm 2013 của Đại học Saskatchewan
- Giải thưởng xuất sắc năm 2017 của Enugu trong việc công nhận thành tích học tập và đóng góp cho sự tiến bộ của giáo dục [17]
- Giải thưởng xuất sắc năm 2017 của Đại học Nnamdi Azikiwe về công nhận đóng góp cho sự tiến bộ của kiến thức trong khoa học máy tính [16]
- 150 phụ nữ khoa học hàng đầu năm 2017 của Canada [18]